# Limenarchis
Limenarchis is een geslacht van vlinders van de familie tastermotten (Gelechiidae).

## Soorten
- L. pullata Bradley, 1961
- L. zonodeta Meyrick, 1926